# Сергиев Посад-7
Се́ргиев Поса́д-7 (Заго́рск-7, Посёлок Фе́рма) — ранее закрытый жилой городок войсковой части 51105 (Центрального физико-технического института Министерства обороны РФ) (ныне 12 Центральный научно-исследовательский институт МО РФ) (12 ГУ МО).

## География
Посёлок Ферма расположен в 3 километрах от центра города Сергиев Посад на восток по Вифанской улице. Городок ограничен Вифанскими прудами с западной стороны и Лесным озером с восточной. Население 15000 человек.

## История
Первые упоминания о местности рядом с Гефсиманским скитом относятся к началу XX века, когда вокруг скита был вырублен лес для организации монастырского огородного хозяйства. До 1941 года на территории располагалось парниковое хозяйство «Агроферма учебного комбината МООСО». В 1931 году часть земли была передана «вновь созданной батарейной птицефабрике Птицесовхоза» (Птицеград), а остальная часть использовалась комбинатом вплоть до его закрытия, после чего перешла заочному отделению Академии им. Фрунзе. На территории Фермы располагалась машинно-тракторная станция (МТС), а в 1943—1944 годах проходили практику учащиеся Профшколы интерната инвалидов Отечественной войны.

Строительство военного городка началось с 1950 года в связи с переносом ЦФТИ МО РФ на территорию монастыря и необходимостью размещения сотрудников, специалистов института и их семей. Первые постройки: 8 финских домиков и барак для семей сотрудников были сооружены на вырубленных просеках. Сейчас это районы Молодёжной, Солнечной и Ясной улиц. Первые трёхэтажные дома были сооружены в 1952 году на улицах Победы, Ясной и бульваре Свободы. Строения сооружались солдатами военно-строительной части. 

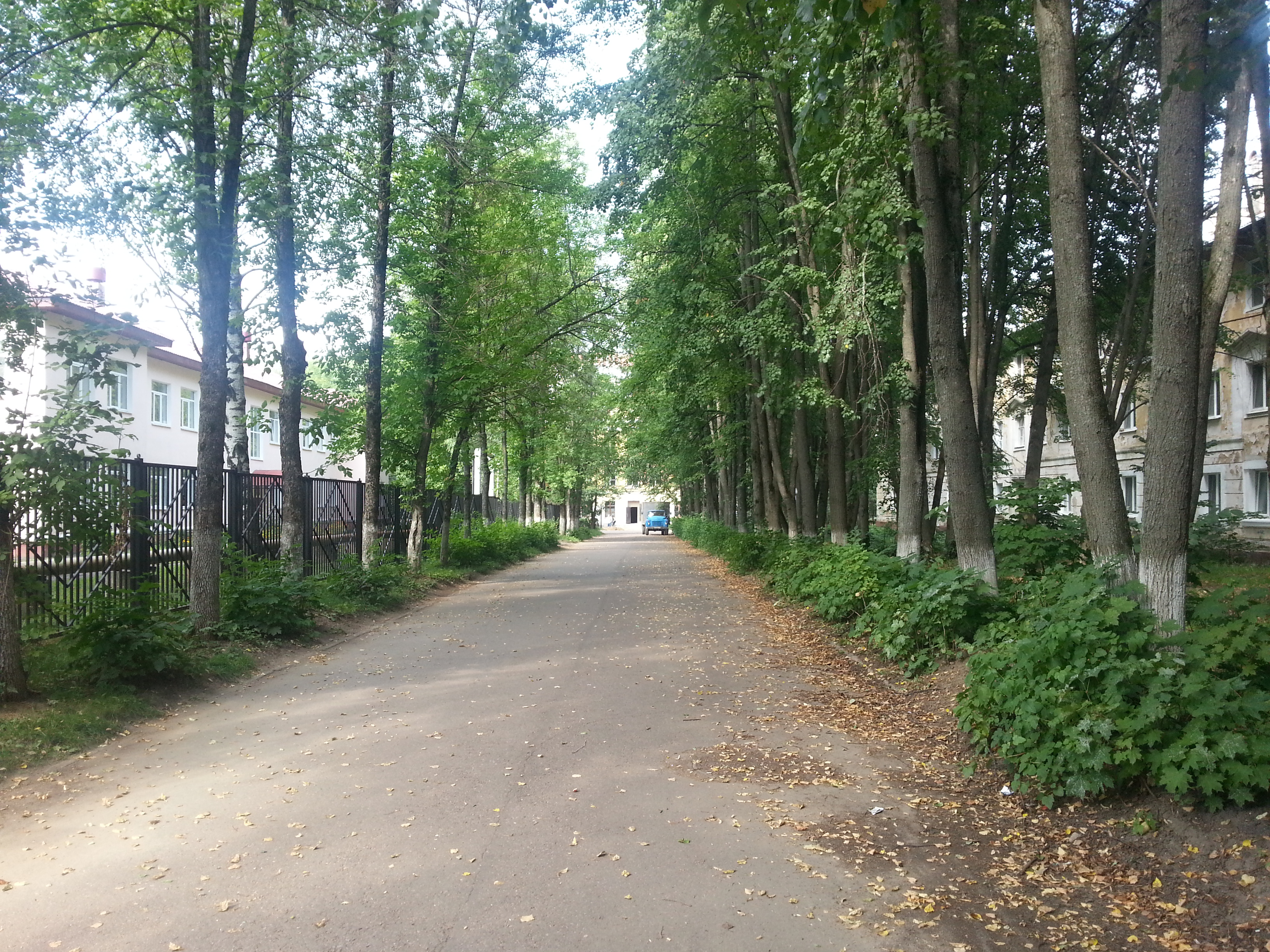
Улица Победы

К середине 1960-х годов была застроена вся центральная часть городка, расширена жилая зона, проведено водоснабжение и газ. В 1964 году по инициативе генерал-лейтенанта Ф. Я. Лисицина через реку Торгошу была сооружена плотина длиной 170 метров. Перед плотиной образовалось озеро Лесное. Строительство плотины финансировалось через ЦК профсоюзов СССР. В самом сооружении участвовали как военные строители, так и всё население городка.
В 1970-х после назначения на должность начальника института Б. В. Замышляева продолжились массовые работы по благоустройству городка. Были построены 9-этажные дома. В долине реки Торгоши усилиями сотрудников института создан спортивный комплекс с футбольным полем, спортивными площадками, теннисным кортом, санной трассой (не сохранилась) и лыжным скоростным спуском. Через реку сооружен Красный мост (не сохранился), оформлена площадь у гарнизонного дома офицеров. На озере «Лесное» оборудован дом рыбака (не сохранился), причал (не сохранился), лодочная станция (не сохранилась). В районе улицы Озёрная был установлен самолёт Ил-18, инициатором установки был Э. М. Новиков. В 2002 году самолёт был сожжён братьями Горшковыми в компании других подростков, в дальнейшем — демонтирован.
Силами жителей были посажены парк у школы и липовая аллея по бульвару Свободы. В настоящее время парк почти полностью вырублен для постройки жилого комплекса, состоящего из пяти десятиэтажных домов, детского сада (планируется) и супермаркета (планируется). Для водоснабжения построек была отремонтирована одна из заброшенных артезианских скважин.

## Городской и пригородный транспорт
До городка можно добраться на автобусах № 7, 30, 36, 37, 38 (Черниговский скит) а также на маршрутных такси № 74 (74к), 80, 16 (16к) и 34 (34к, 15) от автовокзала станции Сергиев Посад.

## Наука, образование, культура, религия, достопримечательности
Наука
- ФГКУ «12 ЦНИИ» Минобороны России.

Образование
- МБОУ СОШ № 18
- МБУ дополнительного образования «Детская школа искусств № 3 г. Сергиев Посад». В учреждении работают три отделения: музыкальное, художественное, театральное.

Культура
- Гарнизонный дом офицеров

Музеи
- Музей Первой ударной армии

Природа
- Озеро Лесное
- Вифанские пруды
- Черниговский лес

Церкви
- Гефсиманский Черниговский скит

Спорт
- Спортивный комплекс
- Бассейн «Дельфин» — снесён
- Горнолыжная трасса
- Теннисный корт
- Две лыжных трассы по 5 километров каждая. Являются основными трассами района для проведения соревнований зимой[источник не указан 2916 дней].
- Спортивный комплекс ЦСКА